# Antonio Montanari (calciatore)
Antonio Montanari (Roma, 20 gennaio 1937) è un ex calciatore italiano, di ruolo difensore.

## Carriera
Dopo gli esordi nel Chinotto Neri, nel 1956 passa all'Avezzano nella Promozione abruzzese vincendo nello stesso anno il campionato passa in Interregionale (futura Serie D) e due anni dopo si trasferisce all'Ascoli giocando per altre due stagioni in Serie C.
Nella stagione 1961-1962 ha giocato 8 partite in Serie A con la maglia della SPAL, esordendo contro il Catania.